# Vadász Imre
Vadász Imre (Előszállás, 1959. november 10. –) magyar labdarúgó, középpályás.

## Pályafutása

### Klubcsapatban
1973-ban 14 évesen lett a Videoton igazolt labdarúgója. 1979-ben mutatkozott az élvonalban. Tagja volt az UEFA-kupa döntőig eljutó csapatnak. A Manchester United elleni tizenegyes párbajban ő lőtte a továbbjutást eldöntő büntetőt. A Videotonnal két bajnoki bronzérmet szerzett.
1987-ben Zalaegerszegre igazolt és itt két idényen keresztül játszott, majd egy évre az MTK-VM-hez szerződött, ahol második helyezést ért el a csapattal. Pályafutása utolsó négy évét ismét Székesfehérváron töltötte. A Videotonban összesen 291 bajnoki mérkőzésen szerepelt és 21 gólt szerzett.

## Válogatottban
1986 és 1987 között 2 alkalommal szerepelt az olimpiai válogatottban. 1981 és 1986 között 10-szeres utánpótlás válogatott volt.

## Sikerei, díjai
- Magyar bajnokság
  - 2.: 1989–1990 (MTK-VM)
  - 3.: 1983–1984, 1984–1985 (Videoton)
- UEFA kupa
  - döntős: 1984–1985

## Külső hivatkozások
- Csuhay gólja… – 2005. április 23.
- Húsz éve játszott UEFA-kupa-döntőt a Videoton Archiválva 2009. március 16-i dátummal a Wayback Machine-ben – 2005. május 7.